# برج چهاردر
برج چهاردر مربوط به دوره افشار - دوره زند است و در ندوشن، کشتزارهای شرقی بافت تاریخی واقع شده و این اثر در تاریخ ۲۲ مرداد ۱۳۸۴ با شمارهٔ ثبت ۱۳۰۲۲ به‌عنوان یکی از آثار ملی ایران به ثبت رسیده است.